# London Panthers
Die London Panthers waren eine kanadische Eishockeymannschaft aus London, Ontario. Die Mannschaft spielte zwischen 1926 und 1936 in der Canadian Professional Hockey League sowie der International Hockey League.

## Geschichte
Das Franchise wurde 1926 unter dem Namen London Panthers als Mitglied der Canadian Professional Hockey League gegründet. In dieser gewann die Mannschaft in der Saison 1926/27 auf Anhieb den Meistertitel. Nachdem die Liga 1929 durch die International Hockey League abgelöst wurde, traten die Tecumsehs, wie die Mannschaft ab dem Ligenwechsel hieß, auch in der IHL an und gewannen in der Saison 1933/34 deren Meistertitel. Die IHL stellte 1936 ihren Spielbetrieb ein. Anschließend wurden auch die London Tecumsehs aufgelöst.

## Bekannte Spieler
- Jack Arbour
- Larry Aurie
- Bert Corbeau